# Most Fráni Šrámka
Šrámkův most či most Fráni Šrámka je nejnovější z otavských mostů v Písku v Jihočeském kraji. Řeku překonává poblíž továrny Jitex na západním okraji města. Na levém, severním břehu přichází silnice ve směru o Prahy či Plzně po hranici mezi Pražským a Václavským Předměstím, na pravém, jižním břehu vstupuje do Budějovického Předměstí.
Otevřen byl roku 1990 jako součást silnice I/20 na jihozápadním obchvatu města. Je betonový, dlouhý 150 m. Slouží hlavně tranzitní dopravě ve směru z Plzně či Prahy na České Budějovice. Vozovka je čtyřproudá a není dělena středovým pásem. Proti proudu řeky se vedle mostu nachází ještě jeden, a to železniční, jednokolejný, po kterém vede trať č. 200 na Zdice.
Během povodní v roce 2002, které postihly většinu území Čech, byl most Fráni Šrámka jediný otavský most na Písecku, který umožňoval po celou dobu povodně průjezd. Voda nikdy nevystoupala na jeho vozovku, i když na čas byl most uzavřen pro veřejnou dopravu a byl využíván pouze záchrannými složkami.